# 부산장신대학교
부산장신대학교(釜山長神大學校, Busan Presbyterian University)는 경상남도 김해시에 위치한 장로교계 사립 대학이다.

## 연혁
1953년 10월 19일 대한예수교장로회 등에 의하여 대한예수교장로회대한신학교 부산분교가 설립된다. 1956년 3월, 대한신학교에서 독립하여 대한예수교장로회부산신학교로 교명을 변경하였다. 1962년 좌천동캠퍼스로 이전한다. 이어 1970년 5월, 영남신학교의 분교 형태로 소속되어 영남신학교 부산신학사로 교명을 변경한다. 1983년 9월, 다시 독립하여 장로회부산신학교로 교명을 변경하였다. 현재의 학교법인 부산장신대학교인 학교법인 장로회부산신학원이 1996년에 설립되었고, 2000년 11월 29일, 정규 대학인 부산장신대학교로 개편되어 현재에 이르고 있다.
현재 부산장신대학교는 교육부에 인가받은 신학교 중에서 부산, 울산, 경남 유일의 신학대학원(MDiv, 목사양성과정)을 가진 종합대학교이다
한편, 2018년 교육부의 대학기본역량진단 결과 재정지원제한대학 Ⅱ유형 선정 및 국가장학금·학자금대출 전면 제한 조치가 실시된 이력이 있다. 이후 2019년 2020년 충원률이 높고 교직원 학생들의 자구 노력 끝에 2020년 7월 29일에 재정지원제한대학에서 완전히 해제되면서 일단 위기를 모면하게 되었다.

## 교육편제

### 학부
부산장신대학교는 신학과와 특수교육과를 설치하여 학사 학위를 수여하고 있다.

### 대학원
부산장신대학교 대학원은 일반 1개원, 특수 4개원으로 구성한다. 일반대학원은 석사 1학과, 박사 1학과로 신학과 단일학과 과정이다. 특수 대학원은 강해설교대학원, 상담및치료심리대학원, 신학대학원, 장애인교육선교대학원 등이 설립되어 있다.

## 캠퍼스 풍경
부산장신대학교는 경상남도 소재 사립 대학으로, 구산동에 교사가 위치한다. 캠퍼스에 약 3동의 건축물이 위치한다. 캠퍼스 동부로 김해대로와 접속하여 캠퍼스 접근이 가능하다. 기타 3면은 산지에 둘러싸여 있다.

## 같이 보기
- 대한민국의 교육